# Vacinação contra a COVID-19 no Brasil
A vacinação contra COVID-19 no Brasil foi iniciada no dia 17 de janeiro de 2021, em uma coletiva de imprensa, onde estavam o então Governador do Estado de São Paulo, João Doria (PSDB); a enfermeira Mônica Calazans, primeira vacinada no Brasil; e a aplicadora da primeira dose, a também enfermeira Jéssica Pires. A aplicação ocorreu quando o país já contava 210 mil mortos pela doença. As primeiras seis milhões de doses foram da vacina CoronaVac, importadas pelo Instituto Butantan em uma colaboração com a empresa chinesa Sinovac Biotech.
Até o dia 14 de agosto de 2025, 184 074 775 pessoas, equivalente a 90,43% da população brasileira, foram vacinadas com a 1.ª dose de uma das vacinas; a 2.ª dose ou a dose única foi aplicada em 166 603 578 pessoas, equivalente a 85,13% da população. Já a dose de reforço, foi dada a 105 445 321 pessoas, o que equivale a 57,56%.
Não há previsões de prazo para imunizar toda a população do país devido à carência de insumos para produção da vacina e também à demora na compra de vacina pelo até então governo Jair Bolsonaro. Outro agravante à imunização total é a posição contrária à vacinação, vinda de pequena parcela da população.

## Antecedentes
Antes da vacina do Butantan, a Fiocruz buscava obter a permissão da Agência Nacional de Vigilância Sanitária (Anvisa) para a importação da vacina. Seriam mais de dois milhões de doses das vacinas desenvolvidas pela Universidade de Oxford e pela farmacêutica AstraZeneca. A Anvisa aprovou, no dia 17 de janeiro de 2021, o uso emergencial da vacina no Brasil. Em 22 de janeiro de 2021, após um entrave entre o governo da Índia e o brasileiro, o Brasil recebeu mais duas milhões de doses da vacina AstraZeneca. No mesmo dia, a Anvisa aprovou mais 4,8 milhões de doses da vacina CoronaVac para uso emergencial.

## Início da vacinação

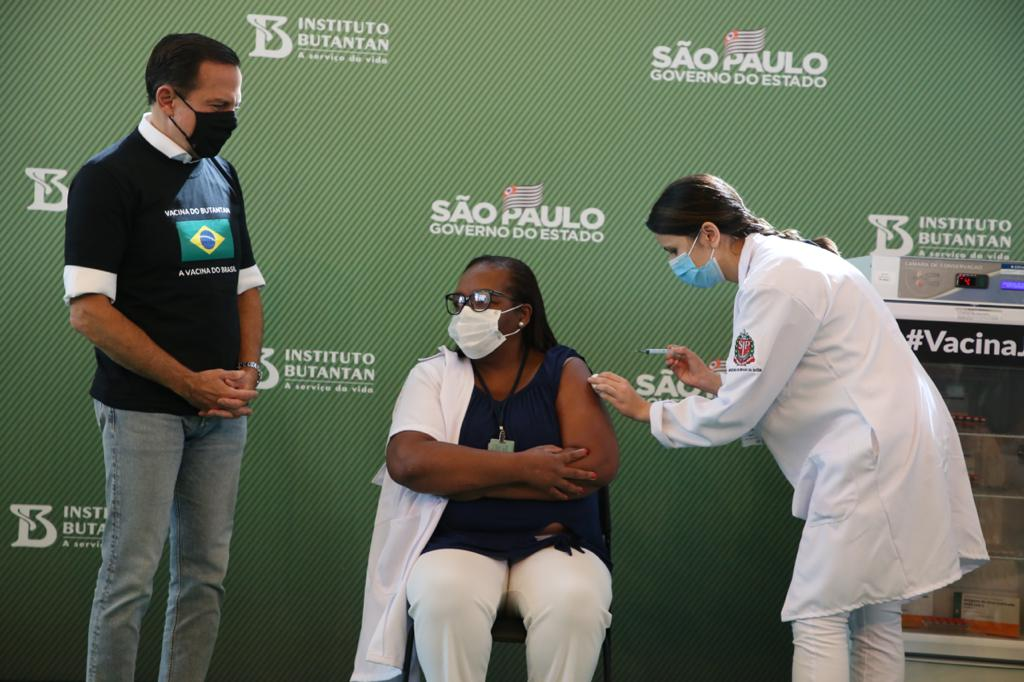
A enfermeira Mônica Calazans recebendo a primeira dose da vacina coronavac, minutos após a sua aprovação na Anvisa. Ao lado esquerdo, o então governador de São Paulo, João Dória.

Logo após a aprovação das vacinas para uso emergencial, o governo de São Paulo realizou uma coletiva de imprensa para realizar a primeira aplicação. A enfermeira Mônica Calazans foi a primeira pessoa fora dos estudos clínicos a ser vacinada contra a COVID no país.

Momento do início da vacinação contra a COVID-19 no Rio de Janeiro, aos pés do Cristo Redentor. A esquerda, a aposentada Teresinha da Conceição (de calça rosa) e a sua direita, a técnica de enfermagem Dulcineia da Silva Lopes (de calça preta) como as primeiras vacinadas no estado.

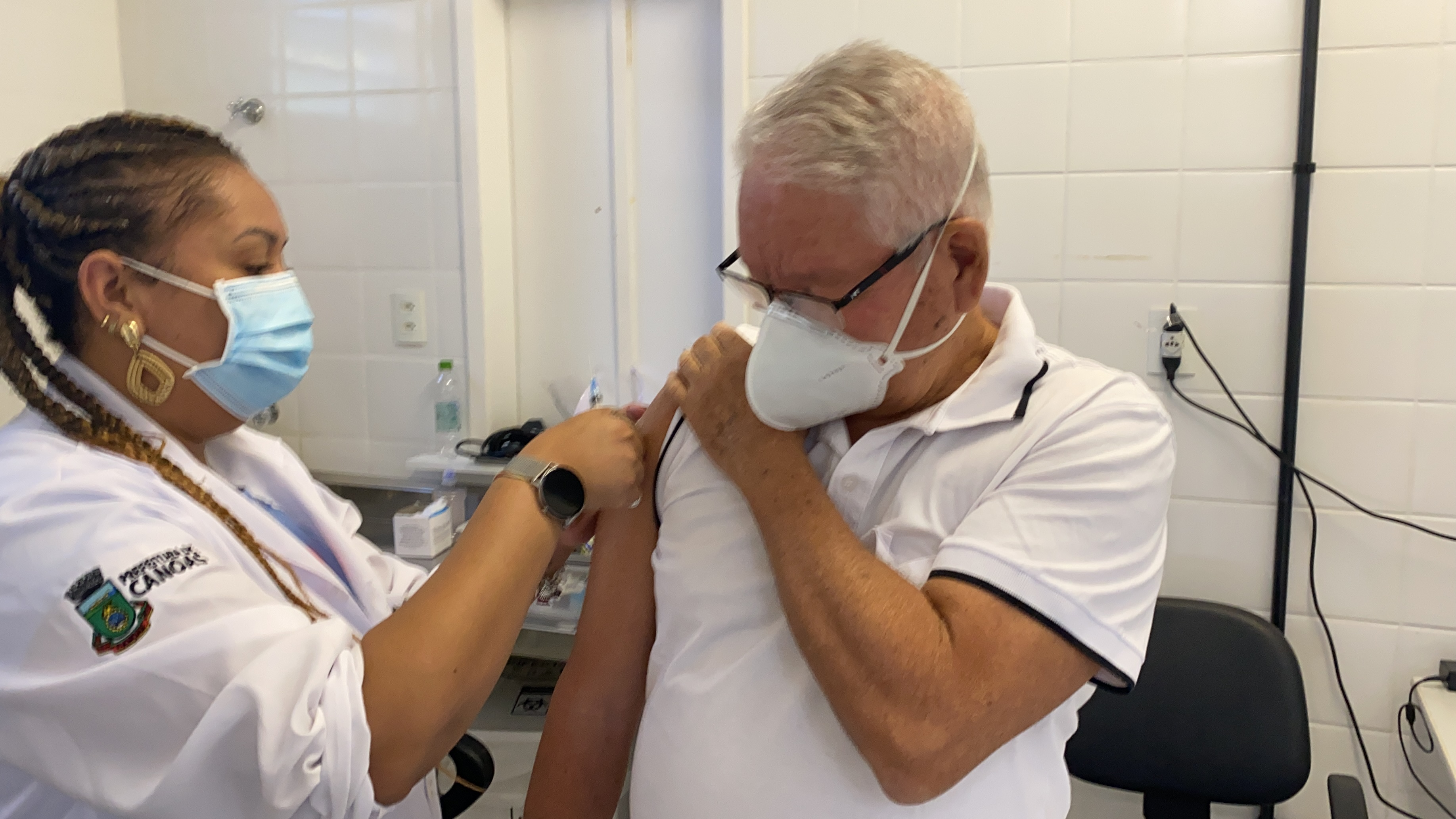
Idoso recebendo a segunda dose da vacina CoronaVac em Canoas, no Rio Grande do Sul.

A campanha de vacinação em todo o território nacional teria início no dia 18 de janeiro de 2021 às 17 horas, porém, por problemas de logística, parte dos estados adiaram para o dia 19, já que as vacinas chegariam apenas à noite. Os estados que iniciaram a vacinação no dia 18 foram São Paulo, Rio de Janeiro, Rio Grande do Sul, Amazonas, Mato Grosso, Paraná, Pernambuco, Minas Gerais, Espírito Santo, Maranhão, Tocantins, Mato Grosso do Sul, Ceará, Goiás, Piauí e Santa Catarina. Em sua maioria, técnicos de enfermagem, enfermeiros, negros e mulheres foram os responsáveis por abrirem a campanha de vacinação nos estados.
No meio artístico, as atrizes Zezé Motta e Solange Couto se tornaram as primeiras personalidades nesse meio a serem vacinadas. A assistente social e técnica de enfermagem Vanuzia Costa, da aldeia multiética Filhos dessa Terra, foi a primeira vacinada entre os indígenas.
No dia 23 de janeiro de 2021 foi iniciada, em um ato simbólico, a vacinação no Brasil com o imunizante de Oxford. A primeira pessoa a receber a vacina foi o infectologista Estevão Portela. Na mesma ocasião, também foi vacinada a pneumologista Margareth Dalcolmo. A médica Sarah Ananda Gomes foi a terceira a ser vacinada. Logo depois, mais sete profissionais da saúde foram imunizados.

## Vacinação em massa

#### Serrana
A cidade de Serrana, no interior de São Paulo, se tornou o primeiro município brasileiro a realizar a vacinação em massa com a população acima de 18 anos, divididos em quatro grupos. A campanha iniciou no dia 17 de fevereiro de 2021 e faz parte de um estudo do Instituto Butantan, intitulado "Projeto S", usando a vacina Coronavac. A participação da população, no entanto, não é obrigatória, já que é um trabalho de pesquisa voluntário. Serrana foi escolhida devido a sua proximidade com Ribeirão Preto, outra cidade importante de São Paulo. Segundo um balanço divulgado no dia 14 de março, 97% da população já havia sido vacinada. Em 17 de março, é iniciada a aplicação da segunda dose no público alvo. O projeto chegou ao fim no dia 11 de abril em uma cerimônia virtual. Durante a campanha, houve uma grande redução na internação de casos graves da Covid, além do baixo número de mortes com apenas seis óbitos, totalizando uma mortalidade de 0,004% e a ausência de filas de espera por um leito de UTI.
Em 30 de maio de 2021, o programa jornalístico Fantástico, exibido pela TV Globo, mostrou os dados finais dos estudos, com uma queda expressiva no número de casos em 95%, passando de 699 em março para 251 em abril. As mortes caíram de 20 para 6 no mesmo período. Além disso, a pesquisa também mostra que a doença pode ser controlada se a vacinação chegar a um patamar de até 75% da população imunizada.

#### Botucatu
Em 27 de abril de 2021, a cidade de Botucatu, interior de São Paulo, é escolhida pelo Ministério da Saúde para iniciar a fase de vacinação em massa na população acima de 18 anos. A vacina usada é a AZD1222, tendo a parceria da Universidade de Oxford, o laboratório AstraZeneca, a Fundação Oswaldo Cruz (Fiocruz), Fundação Gates, Universidade Estadual Paulista (Unesp) e a própria Prefeitura do Município. A campanha tem como objetivo testar a eficácia da Vacina de Oxford e a sua eficiência em relação a vacinação em massa. Assim como o Projeto S do Instituto Butantan, realizado em Serrana, a participação da população não é obrigatória e também não irá interferir no Plano Nacional de Imunização, já que quem já se vacinou na localidade, não precisa participar do projeto. A escolha de Botucatu se deve pelo projeto abranger mais pessoas e por ser o polo regional do Hospital de Clínicas que atende sessenta municípios e a mesma já realizou uma campanha de vacinação em massa em 2009 durante a campanha contra a febre amarela, usando crianças, além de ser a cidade com o segundo menor índice de letalidade contra a covid com 1,60% entre os municípios com 100 mil habitantes. Os estudos tem duração de oito meses. A campanha teve início no dia 16 de maio.

#### Viana
Em 5 de junho de 2021, o governador do Espírito Santo, Renato Casagrande (PSB), anunciou a realização de vacinação em massa na cidade de Viana, Região Metropolitana de Vitória, usando a vacina AZD1222, em quantidade de 0,5ml em duas doses com o mesmo intervalo de três meses, abaixo do padrão que é de 0,25 ml. A faixa escolhida é de 18 a 49 anos, que não façam parte do Programa Nacional de Imunização (PNI). A etapa é realizada nos dias 12 e 13 de junho em 34 pontos de vacinação e os estudos tem previsão de duração estimados em um ano.

#### Ilha de Paquetá
O prefeito do Rio de Janeiro, Eduardo Paes (PSD), anunciou a realização de uma campanha de vacinação em massa usando a Ilha de Paquetá como local de estudos a partir de 20 de junho de 2021, com adultos acima de 18 anos. A pesquisa é conduzida pela Fundação Oswaldo Cruz (Fiocruz), em parceria com a Prefeitura do Rio de Janeiro, tendo também coleta de sangue para monitoramento com as pessoas já vacinadas a partir do dia 18. O plano é criar um carnaval fora de época em setembro na região para analisar o andamento do vírus com a população imunizada, podendo se estender para a cidade se atingir a mesma porcentagem de vacinados, além de analisar se a vacinação em massa alcança a proteção total da população com a primeira dose, ou se é necessário tomar a segunda. A vacina usada é a AZD1222.

## Controvérsias

### Acusações de fura-fila e suspensão da vacinação em Manaus
O Ministério Público recebeu denúncias de pessoas acusadas de furar a fila da vacinação em pelo menos oito estados brasileiros, através de vídeos e fotos publicadas nas redes sociais. De acordo com o Plano Nacional de Imunização (PNI), a primeira fase corresponde aos profissionais de saúde, idosos acima de sessenta anos que vivem em casas de repouso e a população indígena. No Distrito Federal, a Secretaria de Saúde anunciou que vai apurar as irregularidades após grupos fora da primeira fase tomarem a vacina. No Amazonas, a capital Manaus anunciou a suspensão temporária da vacinação no dia 21 de janeiro, para reavaliar a prioridade do primeiro grupo, uma vez que as doses da vacina são consideradas insuficientes, além de houver uma denúncia de desvio de 60 mil doses da vacina coronavac e de filhos de empresários tomando as doses sem fazer parte dos grupos prioritários.
Na Bahia, através da cidade de Candiba, o prefeito Reginaldo Martins Prado (PSD) postou uma foto recebendo a dose da vacina contra a COVID-19, sem ainda fazer parte do grupo prioritário, levando a abertura de processos no MP e MPF impedindo a aplicação da segunda dose, além da aplicação de multas. Em Sergipe, pela cidade de Itabi, o prefeito Júnior de Amintas (DEM) foi o primeiro a se vacinar, gerando uma revolta da população, já que o mesmo tem 45 anos, ficando abaixo da faixa etária da primeira fase. Em Pernambuco, na cidade de Jupi, a secretária de Saúde Maria Nadir Ferro e um fotógrafo que trabalha na prefeitura, conhecido como Guilherme JG, que tomaram a vacina, mesmo sem fazer parte do grupo prioritário. Os dois servidores públicos foram afastados. Na capital do Rio Grande do Norte, a cidade de Natal, o Ministério Público estadual apura denúncias de que funcionários da prefeitura, fora do grupo prioritário para a vacinação, foram imunizados. De acordo com os relatos, apresentados ao MP pelo Sindicato dos Servidores Públicos do Município de Natal, funcionários que detêm cargos comissionados na Secretaria Municipal de Assistência Social receberam a Coronavac em um dos locais de vacinação da cidade. Entre eles está o chefe do setor de informática da secretaria, que compartilhou nas redes sociais o registro do momento em que foi imunizado.
Na cidade de Pombal na Paraíba, o prefeito Abmael de Sousa Lacerda (MDB), mais conhecido como Dr. Verissinho, foi a primeira pessoa a tomar a vacina na cidade, mesmo sem fazer parte dos grupos prioritários, segundo denúncia que chegou ao MPF. No Ceará, na cidade de Juazeiro do Norte, o vice-prefeito Giovanni Sampaio (Podemos) foi o primeiro vacinado na cidade. Ele é médico obstetra e, segundo a prefeitura, atua como voluntário em unidades de saúde do município. Em nota, o Ministério Público do Ceará diz que instaurou notícia de fato para apurar "suposta violação das regras de vacinação por um agente público municipal" e que decidirá, após averiguação, qual é a medida cabível no caso. O MP também investiga a vacinação de Benedita Oliveira, secretária de saúde de Quixadá. Em Castanhal no Pará, o diretor administrativo do Hospital Municipal foi demitido pela prefeitura após ser acusado de furar a fila da vacina Coronavac. O agente público Laureno Lemos, de 38 anos, se apresentou para a vacinação no início da noite de terça-feira, 19, logo após a primeira dose ter sido aplicada na servidora Nivalda Pestana, de 58 anos, que trabalha há quase 20 anos na lavanderia do hospital e está na linha de frente da covid-19.

### Polêmicas sobre desvios de vacinas e caso das "vacinas de vento"
No decorrer da vacinação, surgiram várias denúncias envolvendo desvio de doses de vacinas por profissionais de saúde e lideranças políticas em várias localidades pelo país.
Em vários municípios pelo país, houve flagrantes de profissionais de saúde fingindo vacinar idosos, usando seringas vazias ou não apertando o êmbolo da seringa. Houve casos em que foram encontradas seringas descartadas com líquido dentro. Nos casos relatados, os profissionais foram afastados e os idosos voltaram posteriormente para tomar a dose da vacina corretamente. As autoridades de saúde consideram os casos "isolados". O Conselho Federal de Enfermagem (COFEN), Ministério Público do Estado do Rio de Janeiro (MPRJ) e polícia investigam se as falsas aplicações estão relacionadas ao desvio de frascos de vacinas. Os casos têm sido chamados pela mídia de "vacinas de vento".

### Interrupção da vacinação em algumas cidades brasileiras
Logo depois de se aproximar de um mês do início da campanha de vacinação no país, diversas cidades brasileiras, incluindo capitais como Salvador, Rio de Janeiro e Curitiba começaram a restringir os grupos prioritários e em seguida anunciar a interrupção da campanha de vacinação até a chegada de novas doses aos estados. A ação gerou um movimento por parte dos governos estaduais em iniciar as negociações por contra própria com os laboratórios, com um grupo unindo dezesseis estados, liderado pelo governador Wellington Dias (PT-PI). Com a chegada de novas doses da Coronavac e da Covishield no dia 24, o calendário de vacinação é retomado nas cidades onde houve a pausa.
Em 23 de fevereiro de 2021, o Supremo Tribunal Federal (STF) decidiu por maioria simples que governos estaduais e prefeituras tenham autonomia para adquirir vacinas por conta própria, caso o governo federal não cumpra o calendário de vacinação. Também foi aprovado a liberação de vacinas aprovadas por agências estrangeiras, no caso de a Agência Nacional de Vigilância Sanitária (Anvisa) não deliberar o tema em até 72 horas. As agências autorizadas são Food and Drug Administration (FDA), dos Estados Unidos; a European Medicines Agency (EMA), da União Europeia; a Pharmaceuticals and Medical Devices Agency (PMDA), do Japão; e a National Medical Products Administration (NMPA), da China. No dia 24, o senado aprova a PL que autoriza a compra de vacinas pelo setor privado, desde que 50% das doses sejam doadas ao Sistema Único de Saúde (SUS).

### Erros de logística
No dia 13 de fevereiro de 2021, o governador do Pará, Helder Barbalho, disse que o Ministério da Saúde entregou uma quantidade reduzida de vacinas no estado, o que estaria abaixo da proporção populacional. Após a contestação do erro, o Ministério anunciou que irá enviar doses extras para o estado, mas disse que não houve erro algum e sim que algumas doses ficaram retidas para análise.
Em 24 de fevereiro, o estado do Amazonas recebeu apenas 2 mil doses da Vacina de Oxford, ao invés das 78 mil doses previstas, inclusive as 76 mil doses que seriam destinadas ao estado amazonense, foram entregues por engano ao Amapá. Após ver o erro, o Ministério da Saúde anunciou uma troca das doses entre os dois estados e o restante das doses serão entregues nos próximos dias. As doses no entanto, chegaram no Amazonas com dois dias de atraso.

### Uso de vacinas diferentes
Em Natal, uma fisioterapeuta recebeu a primeira dose da AstraZeneca, porém a segunda dose que ela recebeu, foi da Sinovac Biotech. A secretaria de saúde do Rio Grande do Norte reconheceu o erro e disse que a profissional será monitorada.
Já no Distrito Federal, um idoso de 93 anos recebeu duas doses de vacinas diferentes. Segundo o G1, ele primeiro se vacinou com a da AstraZeneca, mas a neta agendou para apenas 1 mês a segunda dose, e acabou recebendo a da Sinovac Biotech. Em nota, a secretaria de saúde do Distrito Federal disse que o idoso terá acompanhamento mensal e verificação do estado clínico.
Em Rondônia, 35 profissionais de saúde de um hospital, receberam doses de laboratórios diferentes. Em nota, a secretaria de saúde do estado informou que está apurando o caso.
Em 16 de abril de 2021, o ministério da Saúde informou em comunicado, que caso hajam relatos de pessoas com trombose por causa da vacina de Oxford/AstraZeneca, haverá a aplicação de uma outra vacina que não seja de vetor viral. As únicas, de vetor não viral, compradas pelo Governo são as vacinas da Pfizer/BioNTech e a CoronaVac. O Brasil foi o primeiro país a ter esta iniciativa.

### Imunização clandestina em Minas Gerais
Segundo a Revista Piauí, em 24 de março de 2021, um grupo de empresários de Minas Gerais importaram ilegalmente doses da vacina da Pfizer para se vacinarem numa garagem. Nenhum deles era do grupo prioritário. Uma funcionária de um hospital, que é vizinha desta garagem, filmou o momento que houve a imunização clandestina. Um dia depois da denúncia, houve uma operação da Polícia Federal no estado para cumprir mandados de busca e apreensão e ela foi autorizada pela 35a Vara Criminal de Belo Horizonte. A ANVISA enviou um ofício à polícia para que investigasse esta importação ilegal por pessoas físicas.
Na segunda fase da operação, uma cuidadora de idosos e dois grandes empresários de ônibus foram detidos pela Polícia Federal. Na casa dela, foram encontradas ampolas de cloreto de sódio e vacinas contra a gripe. Em nota divulgada a imprensa, a Pfizer negou que tenha vendido doses ao Brasil para pessoas físicas e reafirmou, junto com a BioNTech, que entregará 100 milhões de doses ao Governo Federal ao longo de 2021. Outras 57 pessoas também são investigadas.
Em 18 de março de 2021, a Assembleia Legislativa de Minas Gerais instalou uma CPI para investigar irregularidades na vacinação além das acusações de "fura-fila".

### Superfaturamento na compra de doses da vacina Covaxin
O Ministério Público Federal (MPF) identificou indícios de irregularidades na compra de 20 milhões de doses da vacina indiana Covaxin, fato este que levou o ministro da saúde Marcelo Queiroga a entrar na lista de investigados pela CPI da COVID-19, após documentos do Ministério das Relações Exteriores mostrarem que o governo federal pagou pelas vacinas um valor 1000% maior do que a primeira oferta apresentada seis meses antes. Além disso, houve alguns alertas vindo de pessoas ligadas ao governo como o servidor Luiz Ricardo Miranda e o seu irmão, o deputado federal Luís Miranda (DEM-DF) sobre irregularidades na compra da vacina, mas o aviso ficou em vão. Após a apresentação das denúncias, o governo nega irregularidades e fala em "indícios de adulteração" em documento apresentado pelo deputado. Em 29 de junho, o Ministério da Saúde anuncia a suspensão da importação das vacinas devido a "polêmicas" com o contrato.
Em 23 de julho de 2021, o ministério da Saúde anunciou o cancelamento do contrato das 20 milhões de doses para a vacina. O dinheiro reservado, vai ser destinado para comprar outras vacinas já existentes.

### Aplicação ilegal de doses extras
No estado de São Paulo, seis pessoas são investigadas por serem imunizadas com a terceira dose ilegalmente.
Os casos ocorreram em Guarulhos, São Caetano do Sul e em São Paulo.

### Lotes de CoronaVac não vistoriados pela ANVISA
Pelo menos 21 milhões de vacinas CoronaVac estiveram armazenadas num depósito do ministério da Saúde porque os lotes vieram de um laboratório que não foi vistoriado pela ANVISA. Pelo menos, 4 milhões de pessoas em São Paulo foram vacinadas com estas vacinas não inspecionadas. O Instituto Butantan, em nota a imprensa, disse que não deve haver alarmismos, pois a própria instituição informou a ANVISA sobre o erro ao visar "transparência" e "compromisso" para garantir a segurança dos imunizantes. O instituto ainda ratificou dizendo que irá substituir os lotes entregues, porém não deu detalhes sobre o destino das doses lacradas.

### Interrupção da vacinação para adolescentes sem comorbidades
Em 16 de setembro, o ministério da Saúde anunciou a suspensão da vacinação para adolescentes sem nenhuma comorbidade.
Em discurso, Marcelo Queiroga disse que estados e municípios "passaram a frente das recomendações" do ministério e ainda deu uma declaração polêmica: "O que nós observamos, além de antecipar a aplicação doses em adolescentes, é a aplicação de outras vacinas para adolescentes em comorbidades. Por isso, o Ministério da Saúde emitiu uma nota informativa restringindo a vacinação para adolescentes com comorbidades e com o imunizante autorizado", disse o ministro.
Apesar de esta declaração ser feita, a única vacina autorizada no Brasil para uso em adolescentes na época era a vacina Tozinameran, da Pfizer/BioNTech. Mesmo com a decisão de Queiroga, a maioria dos estados não aderiram e mantiveram a imunização deste grupo. Um caso de morte suspeita de uma adolescente em São Bernardo do Campo que, supostamente, morreu depois de receber uma dose de Tozinameran está sendo investigado pelo Centro de Vigilância Epidemiológica do Estado de São Paulo.

### Aplicação de doses vencidas em crianças
Em Lucena, na Paraíba cerca de 60 crianças receberam doses vencidas de adulto da Pfizer por engano numa Unidade de Saúde. Segundo a secretaria de Saúde do estado, elas estiveram com sintomas leves como dor de cabeça e febre.
A enfermeira que aplicou as doses vencidas foi ouvida e o processo está sendo investigado pelo Ministério Público Federal (MPF) e pela ANVISA.

### Aplicação de doses da Janssen em crianças
No município de Afogados de Ingazeira (PE), 41 crianças receberam a vacina da Janssen, exclusiva para maiores de 18 anos. Ao menos 6 delas tiveram reações graves depois da aplicação, como náuseas e diarreias. A secretaria de Saúde de Pernambuco informou em comunicado à imprensa que monitora durante 30 dias as crianças e num prazo de 60 dias, os pais poderiam optar por imunizá-las com a dose de reforço da Pfizer ou não. Um inquérito administrativo foi aberto para apurar o caso.

## Cronogramas e metas

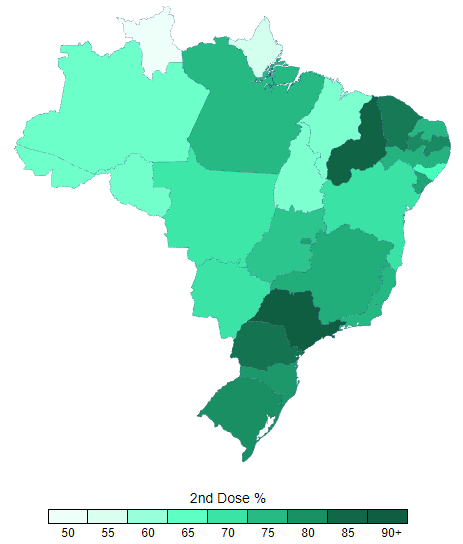
Vacinação no dia 5 de janeiro de 2022

No dia 17 de fevereiro de 2021, o então ministro da Saúde, Eduardo Pazuello, em reunião com governadores, apresentou um cronograma sobre a vacinação no Brasil. Ele afirmou que entre fevereiro e julho de 2021, seriam distribuídas mais 230,7 milhões de doses de vacinas contra a COVID-19.
No dia 3 de março de 2021 o Ministério da Saúde publicou no Diário Oficial portarias mencionando dispensa de licitação na aquisição de 38 milhões de vacinas da empresa Janssen (ramo farmacêutico do grupo Johnson & Johnson) e 100 milhões de doses da vacina da Pfizer. Até o momento, as vacinas aprovadas para uso definitivo no país são: a vacina da Pfizer/BioNTech, a da Janssen e a de Oxford/AstraZeneca. Já a vacina do Butantan/Sinovac está autorizada somente para uso emergencial e são destinadas a grupos prioritários. No segundo semestre de 2020 foi iniciada negociação entre o Brasil e Pfizer/BioNtech, mas não foi levada adiante diante da recusa do governo brasileiro em não aceitar uma cláusula contratual dispensando a farmacêutica de arcar com os custos de eventuais efeitos colaterais da vacina.
No dia 4 de março de 2021 em reunião final para acertos contratuais com a Pfizer o Ministério da Saúde acabou cedendo e aceitou as cláusulas impostas pela farmacêutica e que travaram as negociações para que o Brasil adquirisse as vacinas da Pfizer. Entre as cláusulas está a que a Pfizer não seja responsabilizada pelos custos de eventuais efeitos colaterais de seu imunizante. Ou seja: "que seja assinado um termo de responsabilidade por eventuais efeitos colaterais da vacina". O Ministério da Saúde afirmou que essa assinatura foi possível graças ao projeto 534 de 2021 que menciona o seguinte:
| “ficam a União, os Estados, o Distrito Federal e os municípios autorizados a adquirir vacinas e a assumir os riscos referentes à responsabilidade civil, nos termos do instrumento de aquisição ou fornecimento de vacinas celebrado, em relação a eventos adversos pós-vacinação”. |
| --- |

O contrato já foi assinado e analisado pelo departamento jurídico do Ministério da Saúde.
Em cronograma divulgado, no dia 5 de março de 2021 pelo Ministério da Saúde, as vacinas CoronaVac do Instituto Butantan serão entregues semanalmente ao longo de março aos Estados e ao Distrito Federal. Ao todo são esperadas a distribuição de 22,7 milhões de doses da CoronaVac. Segundo o Ministério da Saúde também serão entregues:
- 3,7 milhões de doses do imunizante AstraZeneca/Oxford na segunda quinzena de março;
- 2,9 milhões de doses pela aliança Covax Facility, de Organização Mundial da Saúde (OMS);
- 8 milhões da Covaxin – vacina indiana ainda não aprovada pela Anvisa. Com isso haverá uma distribuição total aos Estados e ao DF de 38 milhões de doses em março, número abaixo do estimado pelo Ministério da Saúde no mês de fevereiro para o mês seguinte: 46 milhões de doses. Ou seja uma redução de 7,8 milhões de doses de vacinas para o mês de março.[99]

Em 16 de abril de 2021, o ministro Marcelo Queiroga anunciou a antecipação da entrega de 1 milhão de doses prontas da vacina da Pfizer.
O que era para ser em junho, agora será em 29 de abril. A carga com as vacinas chegou ao aeroporto de Viracopos, Campinas (SP) vinda da Bélgica.
Também em 16 de abril, a Organização das Nações Unidas anunciou que pretende antecipar a entrega de 8 milhões doses do consórcio Covax Facility ao Brasil. As doses entregues foram da vacina Oxford/AstraZeneca.
Em 11 de maio de 2021, o ministério da Saúde anunciou a compra de mais 100 milhões de doses da vacina Tozinameran, da Pfizer/BioNTech.
Com isso, a empresa deve entregar ao longo de 2021, mais 199 milhões de doses. Duas semanas atrás, 1 milhão já foram entregues.
Também em 11 de maio, o ministério vetou o uso da vacina de Oxford/AstraZeneca em grávidas por conta de casos de trombose registrados em outros países. As gestantes que já se vacinaram com vacinas deste laboratório devem ser acompanhadas.
Em 1 de junho de 2021, a AstraZeneca e a FIOCRUZ, assinaram um acordo para a transferência do ingrediente farmacêutico ativo para produção no Brasil. O contrato tinha que ser assinado em 2020, mas por causa de atrasos só houve a transferência meses depois.
Em 4 de junho, a Anvisa aprova a importação de 4 milhões de doses da vacina indiana Covaxin e 928 mil doses da russa Sputnik V, sendo a última com uma quantidade reduzida em 1% pelo Consórcio de Governadores do Nordeste. Ambas as vacinas foram aprovadas com uso restrito.

## Grupos prioritários
Dados ainda em atualização conforme a campanha de vacinação, podendo haver mudança no período.
| Etapa | Prioridades | Período                                                                              |
| ----- | --- | ------------------------------------------------------------------------------------ |
| I     | Profissionais da linha de frente; idosos com 60 anos ou mais que vivem em instituições de longa permanência; pessoas a partir de 18 anos de idade com deficiência em Residências Inclusivas; população indígena vivendo em terras indígenas; população ribeirinha | Após a aprovação do uso emergencial na Anvisa                                        |
| II    | Idosos acima de 60 anos, mesmo que não vivam em instituições de longa permanência | Primeiro mês após o início da Etapa I                                                |
| III   | Pessoas com comorbidades, sendo elas com diabetes, hipertensão arterial grave, doença pulmonar obstrutiva crônica, doença renal, doenças cardiovasculares, cerebrovasculares e neurológicas, indivíduos transplantados de órgão sólido, anemia falciforme, câncer, obesidade grave, HIV positivo | Segundo ou terceiro mês após o início da Etapa II                                    |
| IV    | Pessoas em situação de rua; População privada de liberdade; Funcionários do sistema de privação de liberdade; Trabalhadores da educação do ensino básico (creche, pré-escolas, ensino fundamental, ensino médio, profissionalizantes e EJA); Trabalhadores da educação do ensino superior; Forças de segurança e salvamento; Forças Armadas; Trabalhadores de transporte coletivo rodoviário de passageiros; Trabalhadores de transporte metroviário e ferroviário; Trabalhadores de transporte aéreo; Trabalhadores de transporte aquaviário; Caminhoneiros; Trabalhadores portuários; Trabalhadores industriais; Gestantes e puérperas 45 dias após o nascimento da criança | Conforme forem restando as doses, os grupos vão sendo incluídos nas primeiras etapas |
| V     | Pessoas acima de 18 anos sem comorbidades; Adolescentes entre 12 e 17 anos | Após a conclusão das quatro primeiras etapas e dependendo da quantidade de doses     |
| VI    | Crianças entre 5 e 11 anos | A depender da quantidade de doses disponíveis e utilização de doses específicas      |

## Vacinas em uso ou negociadas no Brasil
| Vacina              | Farmacéutica ou Instituto                             | País de origem                     | Instituto responsável no Brasil                   | Doses necessárias                     | Compras pelo governo | Data de aprovação na Anvisa                                                                     | Situação                                                                | Estados em teste                        |
| ------------------- | ----------------------------------------------------- | ---------------------------------- | ------------------------------------------------- | ------------------------------------- | -------------------- | ----------------------------------------------------------------------------------------------- | ----------------------------------------------------------------------- | --------------------------------------- |
| CoronaVac           | Sinovac Biotech                                       | China                              | Instituto Butantan                                | Duas doses                            | Sim                  | 17 de janeiro de 2021                                                                           | Em uso em todos os estados, uso emergencial.                            | SP                                      |
| CoronaVac           | Sinovac Biotech                                       | China                              | Instituto Butantan                                | Duas doses                            | Sim                  | 22 de janeiro de 2021                                                                           | Em uso em todos os estados, uso emergencial.                            | SP                                      |
| Covishield          | Universidade de Oxford e AstraZeneca                  | Reino Unido / Suécia               | Fundação Oswaldo Cruz                             | Duas doses (em intervalos de 3 meses) | Sim                  | 17 de janeiro de 2021                                                                           | Em uso em todos os estados, uso definitivo.                             | RJ                                      |
| Covishield          | Universidade de Oxford e AstraZeneca                  | Reino Unido / Suécia               | Fundação Oswaldo Cruz                             | Duas doses (em intervalos de 3 meses) | Sim                  | 12 de março de 2021                                                                             | Em uso em todos os estados, uso definitivo.                             | RJ                                      |
| Covishield          | Universidade de Oxford e AstraZeneca                  | Reino Unido / Suécia               | Fundação Oswaldo Cruz                             | Duas doses (em intervalos de 3 meses) | Sim                  | 9 de fevereiro de 2021                                                                          | Em uso em todos os estados, uso definitivo.                             | RJ                                      |
| Covishield          | Skbio                                                 | Coreia do Sul                      | Fundação Oswaldo Cruz                             | Duas doses (em intervalos de 3 meses) | Sim                  | 15 de fevereiro de 2021                                                                         | Em uso em todos os estados, uso definitivo.                             | RJ                                      |
| Covishield          | Instituto Serum                                       | Índia                              | Fundação Oswaldo Cruz                             | Duas doses (em intervalos de 3 meses) | Sim                  | 15 de fevereiro de 2021                                                                         | Em uso em todos os estados, uso definitivo.                             | RJ                                      |
| Tozinameran         | Pfizer e BioNTech                                     | Estados Unidos / Alemanha / Israel | Eurofarma                                         | Duas doses                            | Sim                  | 23 de fevereiro de 2021                                                                         | Em uso em todos os estados, uso definitivo.                             | SP e BA                                 |
| Ad26.COV2.S         | Janssen Farmacêutica                                  | Bélgica / Estados Unidos           | Instituto Nacional de Infectologia Evandro Chagas | Uma dose                              | Sim                  | 31 de março de 2021                                                                             | Em uso em todos os estados, uso emergencial.                            | BA, DF, MT, MG, PR, RJ, RN, RS, SC e SP |
| Gam-COVID-Vac       | Gamaleya                                              | Rússia                             | União Química                                     | Duas doses                            | Sim                  | 4 de junho de 2021                                                                              | Uso com restrições, podendo ser suspensa pela ANVISA em alguma ocasião. |                                         |
| Gam-COVID-Vac       | Gamaleya                                              | Rússia                             | União Química                                     | Duas doses                            | Sim                  | 16 de junho de 2021                                                                             | Uso com restrições, podendo ser suspensa pela ANVISA em alguma ocasião. |                                         |
| COVAXIN             | Bharat Biotech                                        | Índia                              | TBA                                               | Duas doses                            | Não                  | Aprovada para uso emergencial pela OMS (RDC) 465/2021)                                          | Suspenso                                                                |                                         |
| MRNA-1273           | Moderna                                               | Estados Unidos                     | TBA                                               | Duas doses                            | Não                  | Aprovada para uso emergencial pela OMS (RDC) 465/2021)                                          | Em negociações                                                          |                                         |
| BBIBP-CorV          | Sinopharm Group                                       | China                              | Blau Farmacêutica                                 | Duas doses                            | Não                  | Pediu o uso emergencial a ANVISA em 26 de julho de 2021 Aprovada para uso emergencial pela OMS. | Em negociações.                                                         |                                         |
| Convidicea Ad5-nCoV | CanSino Biologics                                     | China                              | Biomm Biofarmacêutica                             | Uma dose                              | Não                  | Pediu o uso emergencial a ANVISA em 10 de novembro de 2021                                      | Em negociações.                                                         |                                         |
| Abdala              | Centro de Engenharia Genética e Biotecnologia de Cuba | Cuba                               | TBA                                               | Duas doses                            | Não                  | Não há pedido de autorização.                                                                   | Em negociações pela prefeitura de Belém.                                |                                         |
| SOBERANA 02         | Instituto Finlay                                      | Cuba                               | TBA                                               | Duas doses                            | Não                  | Não há pedido de autorização.                                                                   | Em negociações pelas prefeituras de São Paulo e Belém.                  |                                         |

## Vacinas sendo fabricadas por instituições de pesquisa brasileiras
Buscando oferecer vacinas contra a COVID-19 mais acessíveis ao país, diversas instituições de pesquisa do Brasil também estão criando e desenvolvendo suas próprias vacinas.
| COVID‑19: Vacinas brasileiras candidatas (Novembro/2021)                                        | COVID‑19: Vacinas brasileiras candidatas (Novembro/2021) | COVID‑19: Vacinas brasileiras candidatas (Novembro/2021) | COVID‑19: Vacinas brasileiras candidatas (Novembro/2021) | COVID‑19: Vacinas brasileiras candidatas (Novembro/2021) | COVID‑19: Vacinas brasileiras candidatas (Novembro/2021) | COVID‑19: Vacinas brasileiras candidatas (Novembro/2021) | COVID‑19: Vacinas brasileiras candidatas (Novembro/2021) |
| Candidato vacinal (instituição de pesquisa desenvolvedora)                                      | Situação atual                                           | Tecnologia                                               | Fase de teste (número de participantes)                  | Efeitos adversos                                         | Resposta imune                                           | Duração                                                  | Referências e notas                                      |
| ----------------------------------------------------------------------------------------------- | -------------------------------------------------------- | -------------------------------------------------------- | -------------------------------------------------------- | -------------------------------------------------------- | -------------------------------------------------------- | -------------------------------------------------------- | -------------------------------------------------------- |
| Butanvac (Instituto Butantan)                                                                   | Estudo iniciado                                          | Vírus inativado (Doença de Newcastle)                    | Fase I e II Entre 1.000 e 9.000 pessoas                  |                                                          |                                                          |                                                          | [ 129 ] [ 130 ]                                          |
| Spintec (CT Vacinas no BHTec da Universidade Federal de Minas Gerais - UFMG)                    | Ensaios pré-clínicos                                     | Combinação de proteínas                                  |                                                          |                                                          |                                                          |                                                          | [ 131 ] [ 132 ]                                          |
| Versamune (Faculdade de Medicina de Ribeirão Preto - FMUSP)                                     | Ensaios pré-clínicos                                     | Proteína recombiante                                     |                                                          |                                                          |                                                          |                                                          | [ 133 ] [ 134 ]                                          |
| Unnamed (UFPR)                                                                                  | Ensaios pré-clinicos,                                    | Polímero bacteriano                                      |                                                          |                                                          |                                                          |                                                          | [ 135 ]                                                  |
| S-UFRJVac (Laboratório de Virologia Molecular da Universidade Federal do Rio de Janeiro - UFRJ) | Ensasios pré-clinicos                                    | RNA mensageiro                                           |                                                          |                                                          |                                                          |                                                          | [ 128 ] [ 136 ]                                          |
| Unnamed (Instituto de Tecnologia em Imunobiológicos da FIOCRUZ - Bio-Manguinhos)                | Ensasios pré-clinicos.                                   |                                                          |                                                          |                                                          |                                                          |                                                          | [ 137 ]                                                  |
| Unnamed (Instituto do Coração da Faculdade de Medicina da Universidade de São Paulo - INCOR)    | Ensaios pré-clínicos                                     |                                                          |                                                          |                                                          |                                                          |                                                          | [ 138 ]                                                  |
| Unnamed (Laboratório de Imunologia da Universidade Federal de Santa Catarina - UFSC)            | Ensaios pré-clínicos.                                    |                                                          |                                                          |                                                          |                                                          |                                                          |                                                          |

## Vacinas estrangeiras ou em testes que obtiveram autorização da ANVISA para ensaios clínicos
| COVID‑19: Vacinas estrangeiras candidatas (Novembro/2021)       | COVID‑19: Vacinas estrangeiras candidatas (Novembro/2021) | COVID‑19: Vacinas estrangeiras candidatas (Novembro/2021)               | COVID‑19: Vacinas estrangeiras candidatas (Novembro/2021) | COVID‑19: Vacinas estrangeiras candidatas (Novembro/2021) | COVID‑19: Vacinas estrangeiras candidatas (Novembro/2021) | COVID‑19: Vacinas estrangeiras candidatas (Novembro/2021) | COVID‑19: Vacinas estrangeiras candidatas (Novembro/2021) |
| Candidato vacinal (instituição de pesquisa desenvolvedora)      | Situação atual                                            | Tecnologia                                                              | Fase de teste (número de participantes)                   | Locais de teste                                           | Resposta imune                                            | Intervalo entre as doses                                  | Referências e notas                                       |
| --------------------------------------------------------------- | --------------------------------------------------------- | ----------------------------------------------------------------------- | --------------------------------------------------------- | --------------------------------------------------------- | --------------------------------------------------------- | --------------------------------------------------------- | --------------------------------------------------------- |
| SCB-2019 (Sichuan Clover Biopharmaceuticals)                    | Fase 3                                                    | Subunidade protéica                                                     | Fase 3 (De 8 mil a 12 mil voluntários)                    | RS, RN, RJ.                                               | 79% de eficácia Contra a variante Delta                   | Intervalo de 22 dias entre 2 doses                        | [ 140 ]                                                   |
| CoVLP (Medicago Inc. em parceria com a GSK)                     | Fase 3                                                    | Partícula semelhante ao SARS-COV-2 ou CoVLP (Coronavírus-Like-Particle) | Fase 3 (3,5 mil voluntários)                              | SP, RJ, RS, MG, PR e DF                                   | 75,3 de eficácia contra a variante Delta                  | Intervalo de 21 dias entre 2 doses                        | [ 142 ]                                                   |
| Unnamed (Vacina da Academia Chinesa de Ciências Médicas)        | Fase 3                                                    | Vírus inativado                                                         | Fase 3 (7.992 voluntários)                                | SP, GO, RJ e SC                                           |                                                           | Intervalo de 2 semanas entre 2 doses.                     | [ 143 ]                                                   |
| INO-4800                                                        | Fase 3                                                    | Vacina de DNA com eletroporação                                         | Fase 3 (350 Voluntarios)                                  | SP, RJ, RS e SC                                           |                                                           | A definir.                                                | [ 144 ]                                                   |
| Vacina AstraZeneca AZD2816                                      | Fase 2/3                                                  | Vetor viral não replicante                                              | Fase 2/3 (800 Voluntarios)                                | BA, RN, RS, SP, PR e DF                                   |                                                           | Intervalo de 12 semanas entre 2 doses.                    | [ 145 ]                                                   |
| Vacina MCTI Cimatec HDT Biocorp                                 | Fase 1                                                    | RNA autorreplicante                                                     | Fase 1 (90 Voluntarios)                                   | BA                                                        |                                                           | A definir.                                                | [ 146 ]                                                   |
| MRT1500 RNAm (Sanofi Pasteur)                                   | Abandonado.                                               | RNA encapsulado dentro de uma nanoarticulação lipídica                  | Fase 1 (150 Voluntarios)                                  | BA, MG, MS e RJ                                           |                                                           | A definir.                                                | [ 148 ]                                                   |
| COVAXIN (Bharat Biotech em parceria com a Precisa Medicamentos) | Cancelado.                                                | Vírus inativado                                                         | Fase 3 (5 mil voluntários)                                | SP. RJ e MS,                                              | 77,8% de eficácia                                         | intervalo de 3 semanas entre 2 doses                      | [ 149 ]                                                   |